# 272 Antonia
Antonia /ænˈtoʊniə/ (định danh hành tinh vi hình: 272 Antonia) là một tiểu hành tinh ở vành đai chính. Ngày 4 tháng 2 năm 1888, nhà thiên văn học người Pháp Auguste H. Charlois phát hiện tiểu hành tinh Antonia khi ông thực hiện quan sát ở Nice và không biết rõ nguồn gốc tên của tiểu hành tinh này.